# Wheeler County (Texas)
Das Wheeler County ist ein County im Bundesstaat Texas der Vereinigten Staaten. Das U.S. Census Bureau hat bei der Volkszählung 2020 eine Einwohnerzahl von 4.990 ermittelt. Der Verwaltungssitz (County Seat) ist Wheeler.

## Geographie
Das County liegt im Norden von Texas, im Texas Panhandle, grenzt im Osten an Oklahoma und hat eine Fläche von 2371 Quadratkilometern, wovon 3 Quadratkilometer Wasserfläche sind. Es grenzt im Uhrzeigersinn an folgende Countys: Hemphill County, Roger Mills County und Beckham County in Oklahoma, Collingsworth County und Gray County.

## Geschichte
Wheeler County wurde 1876 aus Teilen des Bexar County und Young County gebildet. Benannt wurde es nach Royall Tyler Wheeler, den 2. Vorsitzenden des Obersten Gerichtshofes von Texas.

## Demografische Daten

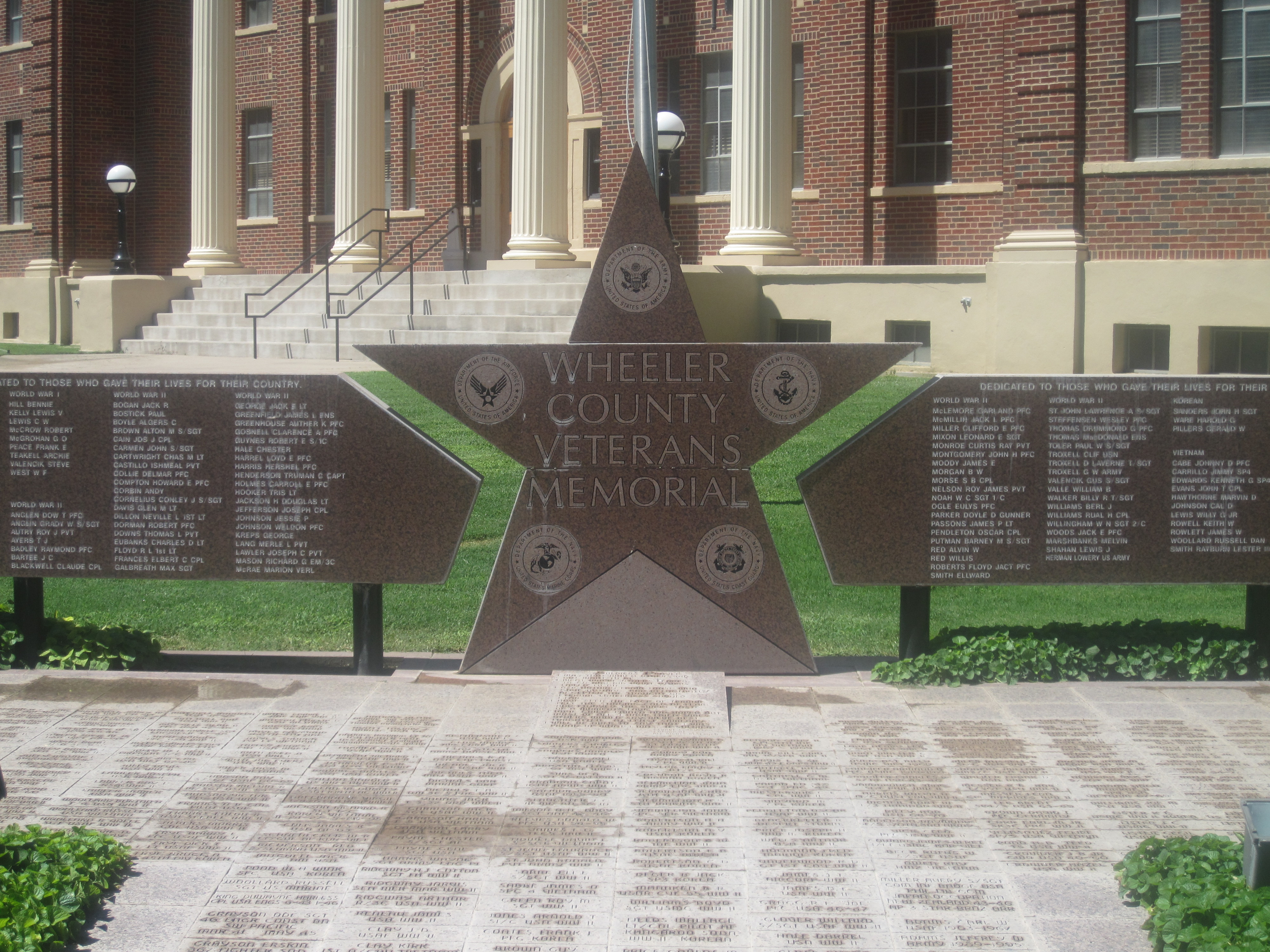
Veteranen-Gedenkstätte vor dem County Courthouse

Nach der Volkszählung im Jahr 2000 lebten im Wheeler County 5.284 Menschen. Davon wohnten 134 Personen in Sammelunterkünften, die anderen Einwohner lebten in 2.152 Haushalten und 1.487 Familien. Die Bevölkerungsdichte betrug 2 Einwohner pro Quadratkilometer. Ethnisch betrachtet setzte sich die Bevölkerung zusammen aus 87,8 Prozent Weißen, 2,8 Prozent Afroamerikanern, 0,8 Prozent amerikanischen Ureinwohnern, 0,6 Prozent Asiaten, 0,1 Prozent Bewohnern aus dem pazifischen Inselraum und 6,6 Prozent aus anderen ethnischen Gruppen; 1,3 Prozent stammten von zwei oder mehr ethnischen Gruppen ab. 12,6 Prozent der Einwohner waren spanischer oder lateinamerikanischer Abstammung.
Von den 2.152 Haushalten hatten 29,6 Prozent Kinder oder Jugendliche, die mit ihnen zusammen lebten. 58,0 Prozent waren verheiratete, zusammenlebende Paare 7,7 Prozent waren allein erziehende Mütter und 30,9 Prozent waren keine Familien. 29,1 Prozent waren Singlehaushalte und in 16,9 Prozent lebten Menschen im Alter von 65 Jahren oder darüber. Die durchschnittliche Haushaltsgröße betrug 2,39 und die durchschnittliche Familiengröße betrug 2,94 Personen.
25,2 Prozent der Bevölkerung war unter 18 Jahre alt, 13,7 Prozent zwischen 18 und 24, 29,0 Prozent zwischen 25 und 44, 19,5 Prozent zwischen 45 und 64 und 12,7 Prozent waren 65 Jahre alt oder älter. Das Durchschnittsalter betrug 33 Jahre. Auf 100 weibliche Personen kamen 103,8 männliche Personen und auf 100 Frauen im Alter von 18 Jahren oder darüber kamen 103,4 Männer.

Das jährliche Durchschnittseinkommen eines Haushalts betrug 31.029 USD, das Durchschnittseinkommen einer Familie betrug 36.989 USD. Männer hatten ein Durchschnittseinkommen von 26.790 USD, Frauen 19.091 USD. Das Prokopfeinkommen betrug 16.083 USD. 11,6 Prozent der Familien und 13,0 Prozent der Einwohner lebten unterhalb der Armutsgrenze.

## Städte und Gemeinden
| - Allison - Briscoe | - Mobeetie - Old Mobeetie | - Shamrock - Twitty | - Wheeler |